# Lei dos Símbolos Nacionais do Brasil
A Lei dos Símbolos Nacionais do Brasil é o diploma legal que rege a feitura e o uso da Bandeira Nacional, das Armas Nacionais, do Selo e do Hino Nacional do Brasil.

## História

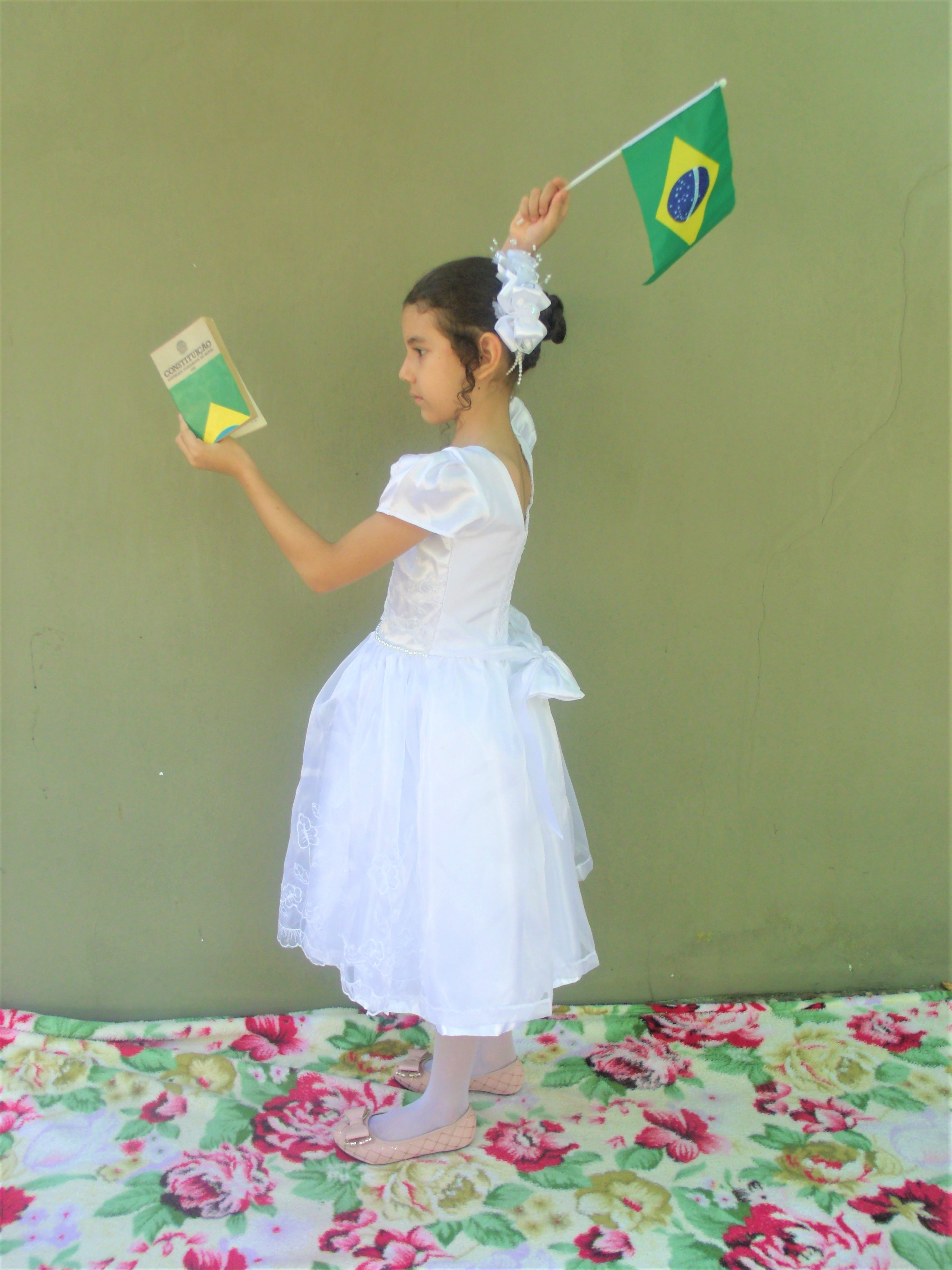
Criança empunhando a Constituição e a bandeira.

É vindoura da tradição dos decretos imperiais, editados por D Pedro I logo após a independência do Brasil, que criaram a bandeira, as armas e o tope nacional e com as emanações do decreto nº 4, de 19 de novembro de 1889.

### Atualizações
Com o passar do tempo o decreto de 18 de setembro de 1822, precisou de atualizações, notadamente devido à criação de novos estados e assim necessitando as devidas alterações no número de estrelas da bandeira, do brasão de armas e do selo, que representam os estados.

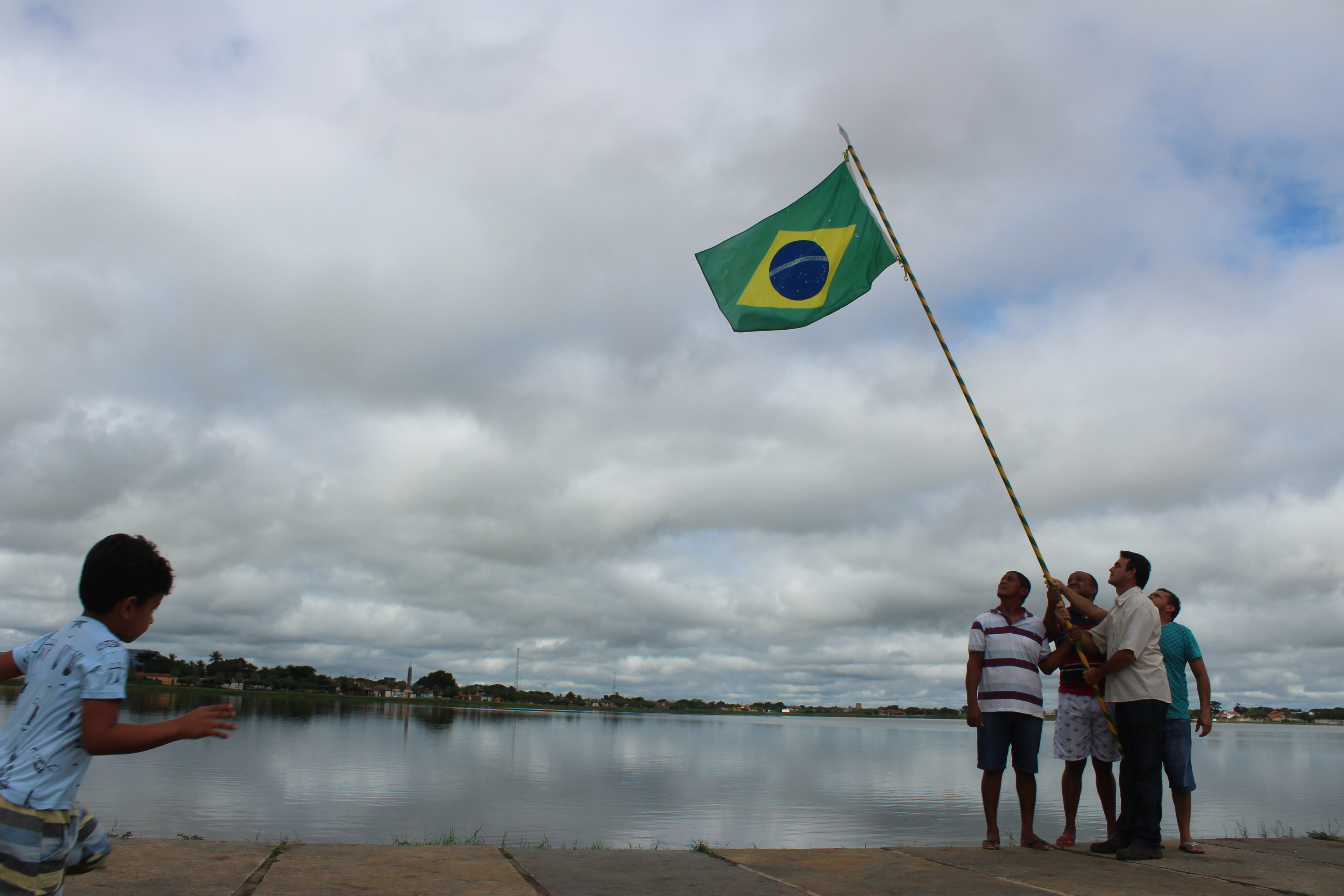
Bandeira sendo elevada e um mastro personalizado nas cores nacionais.

- 1942 - em  31 de julho de 1942 foi atualizada pelo Decreto Lei nº 4.545.[5][6]
- 1968 - Atualizações pela Lei Nº 5.443, de 28 de maio de 1968.[7]
- 1971 - Recebe atualizações por meio da Lei Nº 5.700, de 1 de setembro de 1971.[8]
- 1992 - A lei dos Símbolos Nacionais do Brasil recebe as atualizações através da Lei Nº 8.421, de 11 de maio de 1992. atualmente vigorando, devido a criação de novos estados pela Constituição Brasileira de 1988.[4]
- 2009 - A literatura da  Lei Federal nº 12.157, de 23 de dezembro de 2009, inclui  o hasteamento da bandeira do Mercosul junto à bandeira do Brasil na Praça dos Três Poderes e em todos os órgãos públicos do executivo, legislativo e judiciário em todo o território nacional.[9]
- 2009 - O Congresso Nacional decretou a lei 12.031 que incluiu o parágrafo único no artigo 39 da Lei dos Símbolos Nacionais, tornando obrigatória a execução do Hino Nacional, uma vez por semana, nas escolas públicas e privadas de ensino fundamental em todo o país.[10]

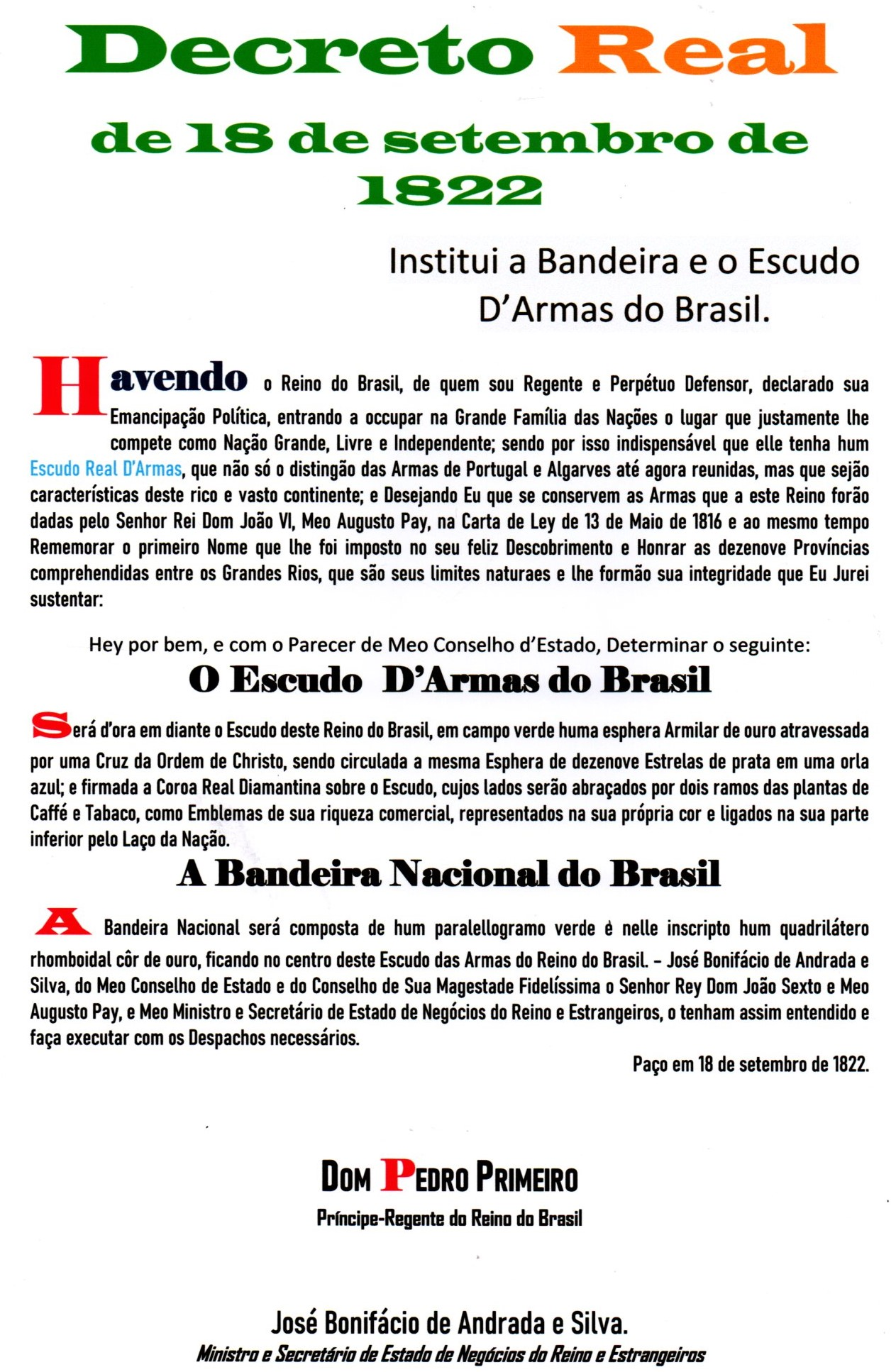
Decreto de 18 de setembro de 1822, em que Dom Pedro I, institui o brasão e a bandeira do Brasil.